# Skreiabanen
Skreiabanen var en sidebane til Gjøvikbanen, der gik fra Reinsvoll til Skreia i Norge. Den åbnede 26. november 1902. Oprindeligt var det meningen, at Gjøvikbanen skulle have fulgt dele af Skreibanens forløb, men det blev ændret som følge af stærke industriinteresser i Raufoss og Hunndalen. Persontrafikken på Skreiabanen blev indstillet i 1963, mens godstrafikken fortsatte frem til 1987. Selve banen blev nedlagt formelt i 1988, og allerede samme år blev det meste af sporet taget op. En stor del af traceen er efterfølgende omdannet til gang- og cykelsti. Strækningen fra Reinsvoll til Bøverbru kalkverk blev imidlertid bevaret til eventuel fremtidig brug.
Skreia Stations stationsbygning, pakhus, udhus og remise er tegnet af Paul Due, mens sønnen Paul Armin Due har tegnet bygninger til mellemstationerne og Reinsvoll. Paul Armin Dues bygninger er i jugendstil, og Reinvoll er noget større end mellemstationerne. Skreia Station er i dragestil og minder om Gjøvikbanestationer som Gran, Jaren, Eina, Hakadal og Kjelsås. Bøverbru fik senere tilføjet en stationsmesterbolig i stil med Paul Dues ledvogterhuse på den sydlige del af Solørbanen, mens Lena fik en ny stationsbygning i 1913.